# Departamento de Humahuaca
Departamento de Humahuaca är en kommun i Argentina.   Den ligger i provinsen Jujuy, i den norra delen av landet, 1 400 km norr om huvudstaden Buenos Aires.
Omgivningarna runt Departamento de Humahuaca är i huvudsak ett öppet busklandskap. Runt Departamento de Humahuaca är det mycket glesbefolkat, med 4 invånare per kvadratkilometer.